# 量子裁剪
量子剪裁（或量子裁剪，英文：Quantum cutting）是指荧光材料每吸收一个大能量光子就会放出两个小能量光子的物理现象，其理论量子产率为200％。